# William Withering
William Withering (Wellington (Shropshire), 17 maart 1741 - Larches (bij Birmingham), 6 oktober 1799) was een Brits botanicus, geoloog, mycoloog, scheikundige en natuurkundige, en de ontdekker van vingerhoedskruid als geneesmiddel.
Withering studeerde anatomie en scheikunde aan de universiteit van Edinburgh en werd daarna ziekenhuisarts in Birmingham. Hij werd vooral bekend met zijn verhandeling over vingerhoedskruid (Digitalis purpurea). Dit bevat de hartglycosiden digitoxine en digoxine, een geneesmiddel gebruikt bij hartklachten.
Daarnaast onderzocht hij algen en mossen en ontdekte dat heksenkringen ontstaan door uitdeinende wortels van een enkele zwammenvlok. Hij classificeerde alle inheemse Britse groenten waarbij zijn vrouw de illustraties tekende. Dit werk leverde hem de bijnaam "de Engelse Linnaeus" op. Planten die door hem werden geclassificeerd dragen meestal in hun botanische naam de afkorting With..
Withering bestudeerde ook Terra ponderosa, een zwaar erts uit Cumberland. Hij vermoedde dat dit een nieuw, onbekend element bevatte. Later isoleerden andere wetenschappers er barium uit. Het erts, bariumcarbonaat, werd in zijn nagedachtenis witheriet genoemd.
Erasmus Darwin (grootvader van Charles Darwin) introduceerde Withering in de Lunar Society, een exclusieve denktank waarvan sommige leden sympathiseerden met de idealen van de Franse Revolutie. Hierdoor waren zij vaak het slachtoffer van royalistische represailles. Withering bleef hiervan grotendeels gespaard maar overleed op 58-jarige leeftijd aan tuberculose. Op de moonstones van de Lunar Society staat Withering afgebeeld met een takje vingerhoedskruid in zijn hand.

## Onderzoek naar vingerhoedskruid
Vingerhoedskruid was al langer bekend als een geneeskrachtig kruid en werd in die tijd vaak gebruikt als wondermedicijn of panacee, bv. bij epilepsie en astma. Withering kwam ermee in aanraking toen hij in 1775 een kruidenvrouw ("old Mother Hutton" uit Shropshire) ontmoette. Zij gebruikte het als een ingrediënt in de succesvolle behandeling van oedeem. Haar brouwsel bevatte een twintigtal verschillende kruiden, maar Withering zag onmiddellijk dat er maar één plant tussen zat die een geneeskrachtige werking kon hebben.
Met zijn experimenten identificeerde hij welke patiënt er werkelijk baat zou hebben met het gebruik ervan. Dat was geen eenvoudige taak. Withering moest het stellen met zijn eigen observaties, de subjectieve feedback van zijn patiënten, hun polsslag en het volume van hun urine.

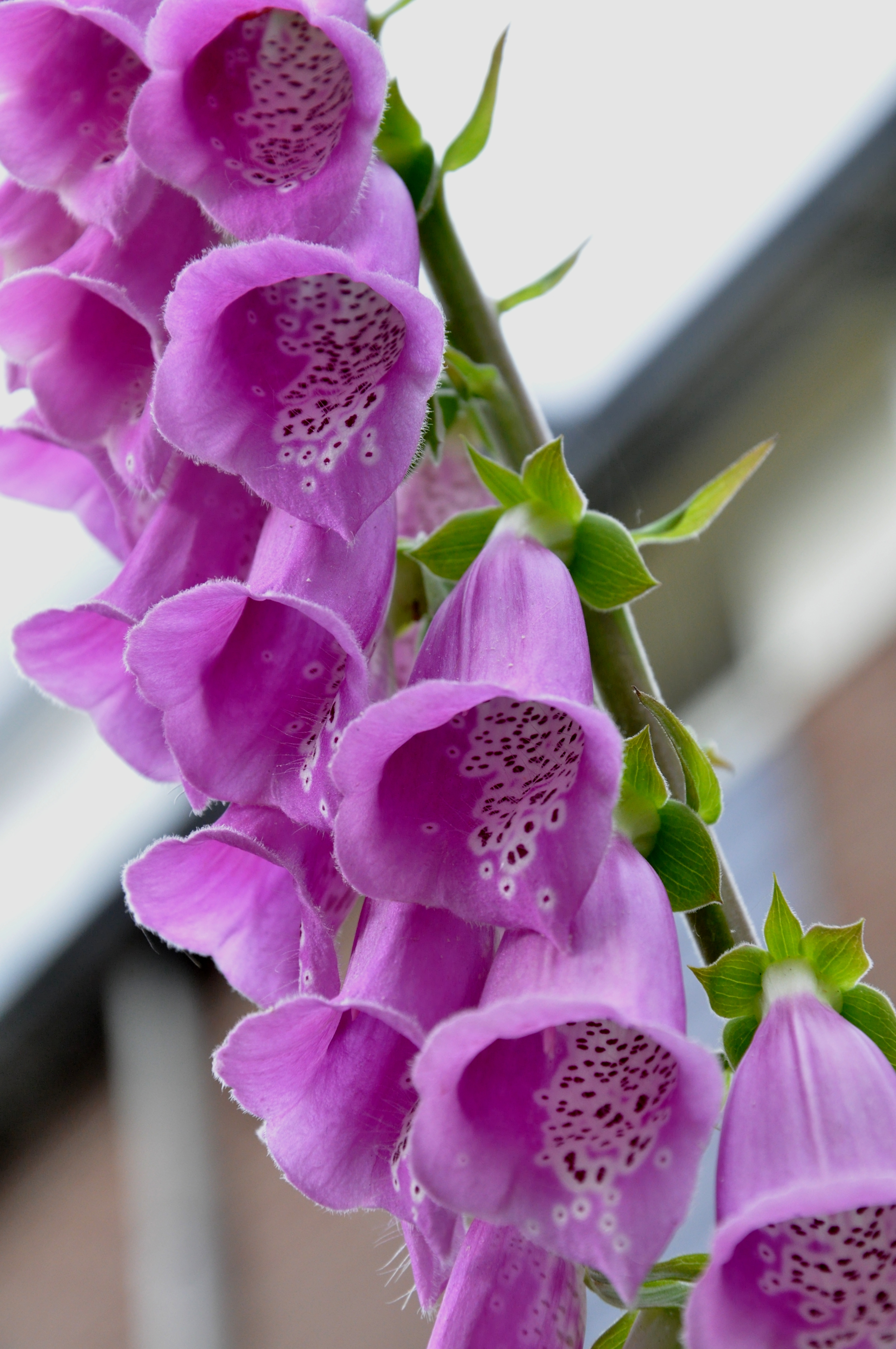
Vingerhoedskrud; digitalis purpurea

Pas in 1785 zou hij zijn onderzoek naar vingerhoedskruid publiceren onder de titel Account of the foxglove and some of its medical uses with remarks on dropsy and other diseases ("Verslag van vingerhoedskruid en haar medisch gebruik, in het bijzonder bij oedeem en andere ziektes"). Daarin zou Withering in alle eerlijkheid de fouten toegeven die hij bij het bepalen van een veilige en efficiënte dosis gemaakt had. Zo beschreef hij hoe hij patiënten jarenlang overgedoseerd had, met ernstige nevenwerkingen en zelfs dood tot gevolg. Hij observeerde een effect op het hart maar hij schreef dit toe aan braken, diarree en het verhogen van het urinevolume. It has a power over the motion of the heart, to a degree yet unobserved in any other medicine, and (...) this power may be converted to salutary ends. 

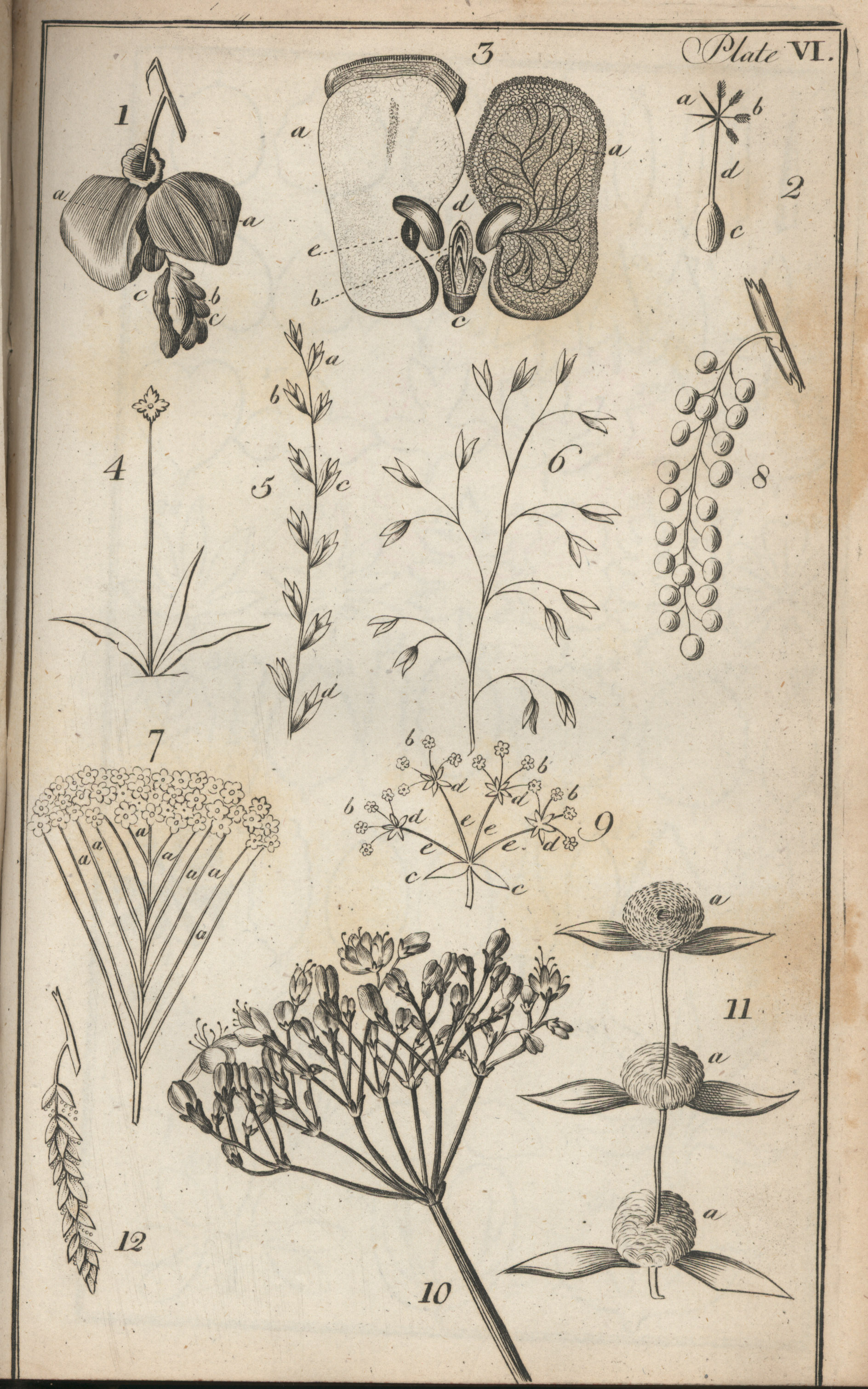
Tekening van groentes door Withering's vrouw

Door zijn experimenten kwam hij echter te weten dat hij slechts kleine doses kon gebruiken. Hij diende deze toe tot de patiënt misselijk werd of tot hij een verhoogd urinevolume zag. Daarna staakte hij de behandeling even en ging dan verder met een iets lagere dosis.
Hij stelde dat de bladeren van het vingerhoedskruid best geoogst werd als de plant in bloei was, om ze daarna te drogen. Hij observeerde dat het gedroogde blad krachtiger was dan het verse en dat het poeder sterker was dan het afkooksel omdat kokend water de werking verminderde.
Hoewel vingerhoedskruid geschrapt was uit de farmacopee, volgde er na zijn publicatie een geweldige hype. Dokters begonnen vingerhoedskruid voor allerlei kwalen voor te schrijven ook die aandoeningen waarbij het ronduit schadelijk of zelfs dodelijk was.
Zijn verhandeling betekende een aanzienlijke stap vooruit in de ontwikkeling van de wetenschappelijke methode in de geneeskunde, enerzijds door de klinische ontdekkingen zelf anderzijds door de standaardisatie van preparaten en het bepalen van de optimale dosisresponscurve. In die tijd waren case-reports de meest gebruikte methode om observaties te publiceren. Withering was echter beducht voor het te snel publiceren van gunstige maar uitzonderlijke resultaten. Hij zei hierover: "Het is eenvoudiger om over een ziekte te schrijven dan over haar remedie. Het eerste ligt volledig in de handen van de natuur, en een goede waarnemer kan niet anders dan bepaalde gelijkenissen ontdekken. Het tweede zal echter voor eeuwig het slachtoffer zijn van de grillen, de onnauwkeurigheid en de blunders van de mensheid." Om positieve reporting bias te vermijden, publiceerde hij zijn studies maar pas nadat hij 156 patiënten behandeld had.
Honderd jaar na de verhandeling van Withering zou de Duitse scheikundige Oswald Schmiedeberg een actief bestanddeel van vingerhoedskruid, digitoxine isoleren. Het bedrijf Boehringer Mannheim bracht na de Eerste Wereldoorlog het medicijn Veridogen op de markt, een tablet met een gestandaardiseerd extract van vingerhoedskruid op de markt. Zuiver digoxine kwam pas op de markt in 1957, onder de naam Lanicor.